# Archéoentomologie
L’archéoentomologie est la branche de l'entomologie et une spécialité de l'archéozoologie dont l'objet est l'étude des insectes fossiles dans le but de reconstituer les activités humaines passées (ce qui la distingue de la paléoentomologie).

## Objet
Cette science étudie des espèces d'insectes des denrées alimentaires (les dermestidae suggèrent par exemple la présence de viande séchée) et de leurs prédateurs ainsi que d'espèces attirées par les conditions d'obscurité et d'humidité qui règnent dans les habitations (le bruchus permet de supposer des greniers de stockage de Fabaceae, le charançon du blé de greniers de céréales).
Les insectes peuvent ainsi permettre de préciser la nature des rejets alimentaires dans les dépotoirs, les activités pratiquées à proximité, la nature des constructions (bois révélé par les vrillettes, peaux) ou l'utilisation d'un bâtiment (stockage, habitation, stabulation, etc.).

## Spécialité
L'archéoentomologie funéraire étudie les restes d'insectes des tombeaux, des momies. Des informations sur les pratiques funéraires, les
traditions d'inhumation, les délais avant l'enterrement peuvent être déduites des cortèges d'insectes identifiés dans les sépultures.